# Kanton Bastia-1
Bastia-1 is een kanton van het Franse departement Haute-Corse. Het kanton maakt deel uit van het arrondissement Bastia.
Het kanton omvatte tot 2014 uitsluitend een deel van de gemeente Bastia.

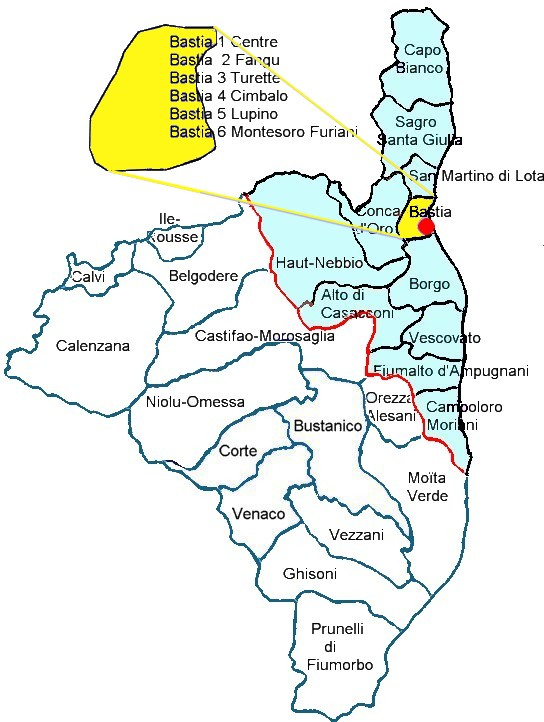
Kantons van Bastia vóór 2015

Na de herindeling van de kantons bij decreet van 26 februari 2014, met uitwerking op 22 maart 2015, omvat het kanton volgende gemeenten:
- Bastia (noordelijk deel)
- Ville-di-Pietrabugno